# Teosofia
Teosofia refere-se a um conjunto de doutrinas filosóficas, místicas, ocultistas e especulativas que buscam o conhecimento direto dos mistérios presumidos da vida e da natureza, da divindade e da origem e propósito do universo. Esta escola mística/movimento iniciático propõe que todas as religiões surgiram a partir de ensinamentos de tronco comum, que foram, de certa forma, recombinando e permutando, nas suas diversas mutações e encarnações, e que, apesar de comungarem de um tronco comum, acabam muitas vezes por deturpar os ensinamentos da doutrina original. A teosofia é considerada parte do esoterismo ocidental, que acredita que o conhecimento escondido ou a sabedoria do passado antigo oferece um caminho para a iluminação e a salvação, tendo base nos ensinamentos de Jakob Boehme, Friedrich Cristoph Oetinger, Paracelsus, Emanuel Swedenborg e Louis Claude de Saint-Martin assim como a Kabbalah Judaica. De notar que quando colocamos a teosofia nestes termos estamo-nos a referir a todo e qualquer movimento que tenha surgido no pré-Blavatskismo, estando, portanto, conotado com o movimento de gnose cristã do século XVI, XVIII e XIX.
A origem etimológica do termo teosofia vem do grego clássico θεοσοφία, que combina theos (θεός), "Deus" e sophia (σοφία), "sabedoria", que significa "sabedoria divina", remontando assim para uma dimensão conotada com o universo do neoplatonismo (quer o movimento do século XVI, iniciado sobretudo a partir de Itália, quer o movimento do século XIX, iniciado sobretudo na Alemanha). A partir do final do século XIX, o termo teosofia geralmente foi usado para se referir às doutrinas religioso-filosóficas da Sociedade Teosófica, fundadas em Nova York em 1875 por Helena Blavatsky, William Quan Judge e Henry Steel Olcott. O trabalho principal de Blavatsky, A Doutrina Secreta (1888), foi uma das obras fundamentais da teosofia moderna.
A partir de 2015, membros de organizações oriundas ou relacionadas à Sociedade Teosófica atuavam em mais de 52 países ao redor do mundo. Constitui um movimento eclético, que partilha de bases comuns em correntes como o cristianismo, budismo e hinduísmo, e que viriam a dar origem a toda uma série de movimentos espiritualistas de carimbo gnóstico do final do século XIX. A teosofia moderna desempenhou um papel significativo em levar o conhecimento das religiões do sul da Ásia para os países ocidentais, bem como no incentivo ao orgulho cultural em várias nações do sul da Ásia. Uma variedade de artistas e escritores proeminentes também foi influenciada pelos ensinamentos teosóficos. A teosofia tem seguidores internacionais e, durante o século XX, teve dezenas de milhares de adeptos. As ideias teosóficas também exerceram influência em uma ampla gama de outros movimentos e filosofias esotéricas, entre eles a Antroposofia de Rudolf Steiner, a Nova Era, a metafísica cristã de Conny Méndez, a Escola Arcana de Alice Bailey, a Fundação Krishnamurti e correntes relacionadas com as doutrinas orientalistas sobre níveis de ascensão (Mestres Ascendidos).
Contudo, existem diferenças substanciais entre o movimento de gnose espiritualista cristã dos séculos XVI-XVIII e aquilo que viria a ser a doutrina sincrética de Helena Blavatski, quase comparáveis à diferença entre o movimento rosacruciano ortodoxo, e depois encarnações que este viria a ter mais tarde como é o caso da Ordo Templi Orientis ou da Ordem Hermética da Aurora Dourada, movimentos com conotações substancialmente diferentes dos originais. No caso da teosofia a semelhança mantém-se na ideia de transmigração da alma e no conceito de metempsicose que é aceite quer por pelo movimento da teosofia cristã, quer pela síntese de Blavatski, com nuances. Convém referir que a ideia latente em metempsicose difere em sobremaneira da ideia de reencarnação.

## Origens do nome
A Teosofia de Blavatsky não é o único movimento a usar o termo "teosofia" e isso resultou em tentativas acadêmicas de diferenciar as diferentes correntes. Godwin traçou uma divisão referindo-se à Teosofia Blavatskiana com uma letra maiúscula, e a teosofia boehmiana mais antiga com uma letra minúscula. Alternativamente, o estudioso do esoterismo Wouter J. Hanegraaff distinguiu o movimento blavatskiano de seu homônimo mais antigo, chamando-o de "teosofia moderna". Os seguidores do movimento de Blavatsky são conhecidos como "teosofistas", enquanto os adeptos da tradição mais antiga são chamados de "teósofos". Causando alguma confusão, alguns teosofistas—como C. C. Massey—também eram teósofos. Nos primeiros anos do movimento de Blavatsky, alguns críticos se referiram a ele como "neoteosofia" para diferenciá-lo do movimento teosofia cristã mais antigo. O termo "neoteosofia" mais tarde seria adotado dentro do próprio movimento teosófico moderno, onde foi usado—em grande parte pejorativamente—para descrever os ensinamentos promovidos por Annie Besant e Charles Webster Leadbeater por aqueles que se opunham às suas inovações.
Em uma reunião do Miracle Club na cidade de Nova York em 7 de setembro de 1875, Blavatsky, Olcott e Judge concordaram em estabelecer uma organização, com Charles Sotheran sugerindo que eles a chamassem de Sociedade Teosófica. Antes de adotar o nome "Teosófico", eles debateram vários nomes potenciais, entre eles a Sociedade Egiptológica, a Sociedade Hermética e a Sociedade Rosacruz. O termo não era novo, mas já havia sido usado em vários contextos pelos filaleteus e pelo místico cristão Jakob Böhme. Etimologicamente, o termo veio do grego theos ("deus(es)") e sophia ("sabedoria"), significando assim "sabedoria divina" ou "sabedoria de Deus". O termo teosofia apareceu (em grego e latim) nas obras dos pais da igreja primitiva, como sinônimo de teologia. Em seu livro A Chave para a Teosofia, Blavatsky afirmou que o termo "Teosofia" havia sido cunhado pelos "filósofos alexandrinos", especialmente Amônio Sacas.
De acordo com o estudioso da religião James A. Santucci, discernir o que o termo "Teosofia" significava para os primeiros teosofistas "não é tão óbvio quanto se poderia pensar". Conforme usado por Olcott, o termo "Teosofia" parecia ser aplicado a uma abordagem que enfatizava a experimentação como um meio de aprender sobre o "Universo Invisível"; inversamente, Blavatsky usou o termo em referência à gnose em relação a essa informação.

## Sociedade Teosófica

### Definição

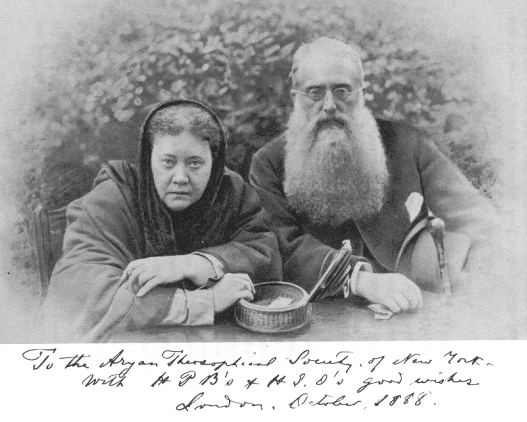
Blavatsky e Olcott, dois dos membros fundadores da Sociedade Teosófica

A fundadora da teosofia, a russa Helena Blavatsky, insistiu que não era uma religião, embora ela se referisse a ela como a transmissão moderna da "religião outrora universal" que ela afirmava ter existido profundamente no passado humano. Que a Teosofia não deve ser rotulada de religião é uma afirmação que tem sido mantida por organizações teosóficas, que, em vez disso, a consideram como um sistema que abraça o que eles veem como a "verdade essencial" subjacente à religião, filosofia e ciência. Como resultado, os grupos teosóficos permitem que seus membros mantenham outras lealdades religiosas, resultando em teosofistas que também se identificam como cristãos, budistas ou hindus.
Estudiosos de religião que estudaram Teosofia a caracterizaram como uma religião. Em sua história do movimento teosófico, Bruce F. Campbell observou que a Teosofia promovia "uma visão de mundo religiosa" usando "termos explicitamente religiosos" e que seus princípios centrais não são fatos inequívocos, mas sim confiam na crença. Olav Hammer e Mikael Rothstein a chamaram de "uma das tradições religiosas mais importantes do mundo moderno". Vários estudiosos apontaram para sua natureza eclética; Joscelyn Godwin a descreveu como um "movimento religioso universalmente eclético", enquanto o estudioso J. Jeffrey Franklin caracterizou a Teosofia como uma "religião híbrida" por sua combinação sincrética de elementos de várias outras fontes. Mais especificamente, a Teosofia foi categorizada como um novo movimento religioso.
Os estudiosos também classificaram a Teosofia como uma forma de esoterismo ocidental. Campbell, por exemplo, referiu-se a ela como "uma tradição religiosa esotérica", enquanto a historiadora Joy Dixon a chamou de "religião esotérica". Mais especificamente, é considerada uma forma de ocultismo. Junto com outros grupos como a Ordem Hermética da Aurora Dourada, a Sociedade Teosófica tem sido vista como parte de um "renascimento oculto" que ocorreu nos países ocidentais durante o final do século XIX. O historiador da religião Wouter Hanegraaff observou que a Teosofia ajudou a estabelecer os "fundamentos essenciais para grande parte do esoterismo do século XX". Embora a Teosofia se baseie nas crenças religiosas indianas, o sociólogo da religião Christopher Partridge observou que "a Teosofia é fundamentalmente ocidental. Ou seja, a Teosofia não é um pensamento oriental no Ocidente, mas um pensamento ocidental com um sabor oriental."

### Conceitos básicos

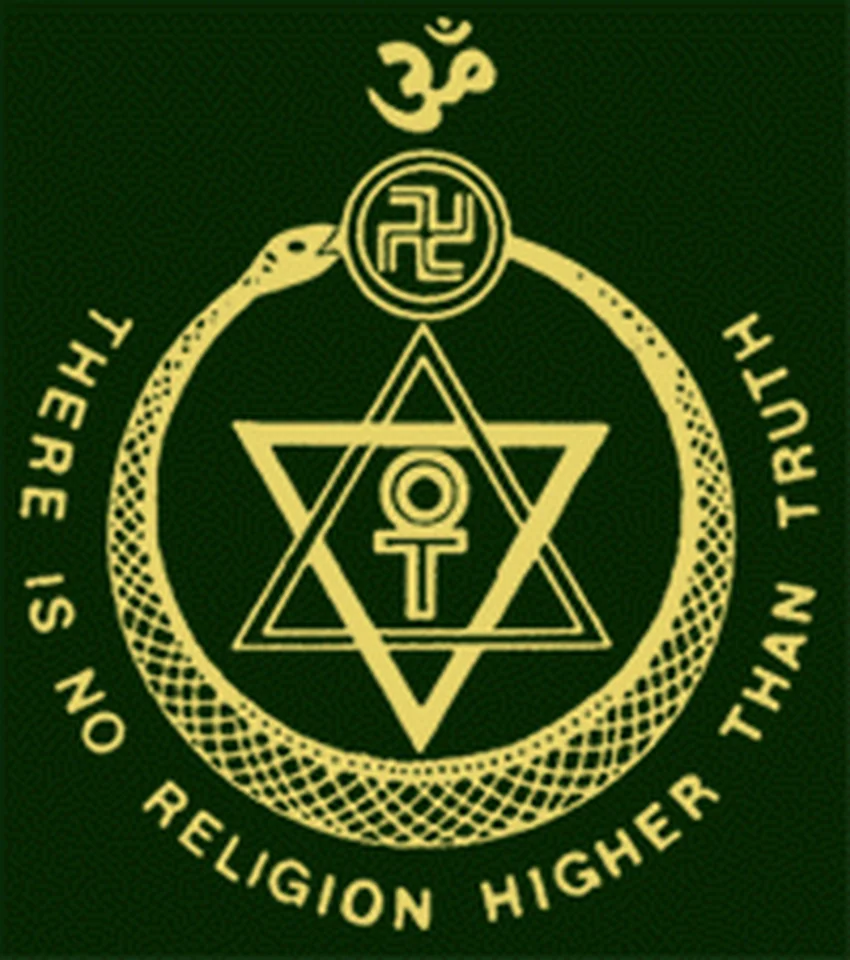
Emblema da Sociedade Teosófica, sincretizando diversos símbolos antigos e conceitos básicos da Teosofia, como os ciclos cósmicos, a eternidade da vida, e a polaridade Espírito-Matéria

Embora os escritos de teosofistas proeminentes apresentem um conjunto de ensinamentos, a própria Sociedade Teosófica afirma que não tem crenças oficiais com as quais todos os membros devem concordar. Portanto, tem doutrina, mas não a apresenta como dogma. A Sociedade afirmou que o único princípio ao qual todos os membros deveriam aderir era o compromisso de "formar um núcleo da Fraternidade Universal da Humanidade sem distinção de raça, credo, sexo, casta ou cor". Isso significa que havia membros da Sociedade Teosófica que eram céticos sobre muitas, ou mesmo todas, as doutrinas teosóficas, enquanto permaneciam simpatizantes de seu objetivo básico de fraternidade universal.
Como observado por Santucci, a Teosofia é "derivada principalmente dos escritos" de Blavatsky, no entanto, revisões e inovações também foram produzidas por teosofistas subsequentes como Annie Besant e Charles Leadbeater. Blavatsky afirmou que essas doutrinas teosóficas não eram sua própria invenção, mas tinham sido recebidas de uma irmandade de adeptos espirituais secretos a quem ela se referia como os "Mestres" ou "Mahatmas".
Para os teosofistas, este corpus de conhecimento, a Sabedoria de Deus, com a ética a esse associada, é tão antigo quanto o mundo, e a rigor é o único conhecimento que vale a pena ser adquirido. Sua realidade e importância são relembradas às pessoas periodicamente, sob diversas denominações e formalizações, adequadas ao espírito de cada época, local e povo para quem é apresentado, e é o tronco vivo e eterno de onde brotam as flores do ensinamento original todas as grandes religiões do mundo, do passado e do presente. Segundo um dos inspiradores do movimento teosófico contemporâneo, o Kut Humi, a quem Blavatsky dizia seguir, "a Teosofia não é uma nova candidata à atenção do mundo, mas é apenas uma declaração nova de princípios que têm sido reconhecidos desde a infância da humanidade".
Considera-se que a Teosofia stricto sensu seja isenta de identificação com quaisquer culturas e sociedades específicas, sendo em vez a fonte original do conhecimento divino que verte em uma determinada cultura através dos símbolos e arquétipos próprios daquele povo. Por exemplo, a sabedoria divina foi transmitida à civilização do Egito antigo através dos símbolos, divindades, mitos, alegorias e arquétipos locais, possibilitando a assimilação dos conceitos divinos através desta roupagem. E como no Egito, também nas outras terras, a Grécia antiga, a Babilônia, Tibete, América, Europa e em todas as culturas, independentemente de terem feito contato entre si, demonstrando que a Teosofia é uma sabedoria que se expressa e pode ser conhecida por diversas fontes.
Quando Blavatsky lançou o movimento teosófico contemporâneo no século XIX valeu-se de uma grande quantidade de elementos da tradição religiosa Hindu, que havia estudado durante sua permanência no Tibete. Assim, sua apresentação compreende uma terminologia muitas vezes baseada no idioma sânscrito, divulgando no ocidente conceitos como Maya (ilusão), Dharma (caminho) e Mahatmas (grandes almas). Outros conceitos fundamentais, conhecidos há milênios no oriente, mas que a Teosofia popularizou no ocidente, são a Reencarnação e o Karma. Mas isso, como já foi exposto, não define a Teosofia como uma filosofia hindu ou oriental, e diversas referências de outras culturas e sistemas, como o Taoismo, Budismo, Cabala, Cristianismo, Gnose e Hermetismo, remetem a Teosofia à sua essência divina e universal.
Basicamente a Teosofia prega a fraternidade universal, a origem espiritual das formas e dos seres, e a unidade de toda a vida; aponta uma fonte única e eterna para todo conhecimento, demonstra a identidade essencial entre os grandes mitos das culturas mundiais, traça o perfil da estrutura do cosmo e do homem e descreve os mecanismos, suas leis, suas potencialidades e suas transformações ao longo dos aeons.
Apesar de recomendar o esforço próprio em busca do crescimento pessoal e uma vigilância incessante contra o autoengano e a fé cega, ainda assim defende a Revelação, uma vez que declara a existência de mundos e estados de consciência presentemente inacessíveis à pessoa comum. Mas diz que todos seremos capazes de atingi-los um dia, se não nesta vida, numa vindoura. Defende com isso, também a evolução da vida e do Homem, e a existência de Homens Perfeitos, os Mahatmas ou Mestres de Sabedoria. Estes Mestres, uma vez homens imperfeitos como nós, evoluíram para um estágio super-humano, de onde ora velam pela raça humana dando-lhe ensinamento, diretamente ou através dos mensageiros os Profetas e Santos de todas as religiões, e auxílios inumeráveis como agentes da Providência e da Justiça Divinas, e mesmo aparecendo visivelmente entre os irmãos menos evoluídos, quando os tempos o exigem, para dar-lhes conforto, direção e inspiração, e reacender nos corações um amor mais intenso pelo divino.
A Teosofia diz que a fonte de todo mal é a ignorância. O conhecimento, segundo prega, é ilimitado, mas se bem que sua totalidade esteja além do alcance de qualquer ser individual, é em vasta medida acessível a todos através de um longo processo de evolução, aprendizado e aperfeiçoamento, que necessariamente exige múltiplas encarnações, e continua até mesmo para regiões e idades onde a encarnação deixa de ser compulsória e a vida progride de beatitude em beatitude. A Teosofia é uma doutrina essencialmente otimista, pois refuta qualquer condenação eterna e não nega o mundo, ainda que declare que este que vemos e tocamos não é o único nem o maior, mais feliz ou mais desejável, e prevê para todos os seres sem exceção um progresso constante e um destino glorioso e absolutamente feliz. Como todas as grandes doutrinas espirituais, a Teosofia exalta o bem, a paz, o amor, o altruísmo, e promove a cessação da pobreza, da ignorância, da opressão, das discórdias e desigualdades.
Apesar de reconhecer a importância das religiões em estado mais puro como disseminadoras de ensinamentos importantes, não é uma filosofia teísta, se bem que possa ser descrita como panteísta, já que como um dos Mahatmas - Mestre K.H. O que é Deus - A visão de um Mestre de Sabedoria - afirma a existência de Deus como uma entidade distinta do universo que dificilmente pode ser provada, mas reconhece níveis diferentes de evolução entre os seres, numa escada graduada que se ergue a alturas insondáveis.

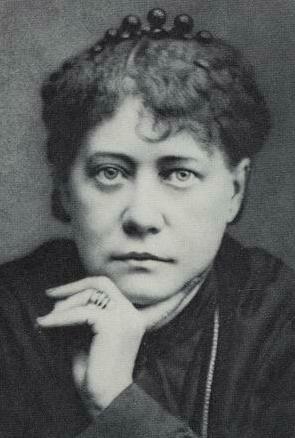
Helena Blavatsky

Entre as exposições contemporâneas da Teosofia mais importantes e originais estão sem dúvida os escritos da própria Helena Blavatsky, que incluem Ísis sem véu (1877), A Doutrina Secreta (1888) e uma infinidade de panfletos, cartas e artigos sobre o tema, traduzindo, divulgando e esclarecendo uma massa de conceitos filosóficos e religiosos e princípios morais orientais, até então mal conhecidos e ainda menos compreendidos pelos povos do ocidente. Além de pintar um vasto painel da religião universal, utilizando especialmente o pensamento do oriente, analisa os dados comparando-os com as tradições do ocidente, lançando luz nova sobre pontos obscuros, desfazendo conceitos errôneos de nossas próprias linhas de pensamento e em outros casos corroborando com definições Hinduístas ou Budistas muitos dos elementos basilares das doutrinas Cristã, Judaica, Islâmica, Gnóstica e outras de importância para a metade ocidental do globo. Blavatsky foi uma escritora prolífica e incandescente, e sua memória para fontes raras e mesmo desconhecidas no ocidente era notoriamente prodigiosa. Contudo, de acordo com a autora, muitas vezes foram usados meios esotéricos para a composição dos textos, não podendo ela reivindicar a verdadeira autoria de grande parte do que havia escrito. De qualquer forma, quando A Doutrina Secreta apareceu, como uma continuação, ampliação e aprofundamento de material já abordado em Ísis sem Véu, foi imediatamente reconhecida como uma obra-prima por inúmeros luminares da Europa, e é a pedra angular da Teosofia contemporânea. O texto é um debate filosófico monumental, onde a autora cita uma profusão inacreditável de fontes e esgrime com estonteante erudição argumentos históricos, antropológicos, arqueológicos, mitológicos, filosóficos, biológicos, químicos, hermenêuticos, filológicos e muitos outros, contra as superstições insensatas travestidas de dogmas das religiões, demonstrando a raiz comum a todos os credos, e tecendo duros ataques a todo formalismo religioso vazio e a toda fé cega, mas reconhecendo o valor de todas as Igrejas como instituições divinas e caminhos válidos para o aperfeiçoamento pessoal e coletivo, sendo possuidoras de parcelas importantes da Verdade Única. Seguiram-se outros escritos, e dentre eles merece destaque A Voz do Silêncio (1889), uma pungente e exaltada descrição do íngreme mas glorioso Caminho que leva à santidade, ao mesmo tempo que é um manual prático para aspirantes.
Outros seguidores imediatos também deram contribuições volumosas, valiosíssimas e originais ao tesouro da Teosofia contemporânea, entre eles Annie Besant, Alfred Sinnett, Henry Olcott, Charles Leadbeater e George Mead, e desde lá a literatura teosófica não cessou de crescer, com a produção mais recente de Radha Burnier, Geoffrey Farthing, Geoffrey Hodson e uma legião de pensadores contemporâneos.

### Influência
A Teosofia teve um papel fundamental e revolucionário na evolução do pensamento contemporâneo do ocidente. No contexto intelectual e espiritual da época em que apareceu, embora jamais tenha reivindicado para si o status de nova religião, a Teosofia como exposta por Blavatsky representou na prática a proclamação de um novo Evangelho universal, combatendo a forte tendência materialista da ciência em rápido desenvolvimento, e que estava a esvaziar, com os novos conhecimentos que trazia à luz sobre o mundo manifesto, as instituições religiosas que continuavam a pregar suas histórias piedosas mas irracionais, as quais começavam a se tornar um estorvo para o futuro desenvolvimento da raça humana, com perigo de uma perda generalizada da fé. Sua linguagem moderna traduziu e atualizou para o homem de hoje uma série de conceitos importantes da espiritualidade antiga que já estavam obscurecidos e fossilizados pela poeira secular das sucessivas más interpretações, e por isso tornados inaceitáveis à nova mentalidade que surgia e que iniciava a questionar as bases da fé em múltiplos aspectos, a partir da desafiadora massa de evidências e conclusões, dificilmente contestável, produzida pelos cientistas. O conhecimento que expôs e a forma em que o fez operou uma poda radical nas intrincadas e tortuosas excrescências conceituais que faziam definhar a árvore das religiões do ocidente, tornando mais uma vez claro, nítido e atraente o tronco vivo, o que para muitos foi motivo de um reacender da devoção perdida, mas ora em novas bases.
Com sua abordagem lógica, positiva, ética e científica da natureza, do divino, do homem, da vida, do misticismo e dos fenômenos ocultos, exerceu grande influência em estadistas como Gandhi. É de se frisar, contudo, que Gandhi nunca considerou a possibilidade de aceitar-se como membro da Sociedade Teosófica, negando todos os convites feitos. Ao dar-se conta das críticas severas e fundamentadas que a Teosofia tinha já desde sua origem, Gandhi deixou claro que, de forma alguma, se renderia associar seu nome a esta sociedade.
A Teosofia também influenciou artistas como Mondrian, Scriabin e Yeats. Além disso, deu subsídios a Igrejas progressistas como a Igreja Católica Liberal, originou um sem-número de escolas, dissidências e derivações mais ou menos inspiradas, e deu um impulso ao renascimento de cultos arcaicos ou à fundação de outros de tom futurista que são encontráveis na cultura ocidental de hoje, como os movimentos Wicca e New Age.

#### Sociedade Teosófica no Brasil
A Teosofia foi principalmente difundida no Brasil através do Professor Henrique José de Souza, fundador em 1924 da Sociedade Espiritualista Dhâranâ, posteriormente denominada Sociedade Teosófica Brasileira em homenagem a Helena Blavatsky, e atualmente chamada de Sociedade Brasileira de Eubiose. Atualmente a Sociedade Teosófica internacional também opera no Brasil, sob o nome de Sociedade Teosófica no Brasil.
No Brasil a Teosofia ganhou novas frentes de estudo ao explorar o conhecimento e a história antiga dos povos nativos brasileiros. O Professor Henrique, recolhendo símbolos e arquétipos antigos formou, no início do século XX, as bases para a Teosofia Brasileira, que é a apresentação dos mesmos arquétipos através da cultura nativa e de civilizações pré-colombianas.

### Polêmicas
A Teosofia recebeu muitas críticas em sua origem, numa polêmica que se estende aos dias de hoje, questionando tanto a doutrina como o caráter controverso de sua principal divulgadora, Helena Blavatsky, e do seu colaborador Charles Leadbeater.
O casal Coulomb foi um dos primeiros detratores de Blavatsky, acusando-a de ser uma embusteira. Outro dos críticos foi Richard Hodgson, autor de um relatório sobre o caso Coulomb, onde ratificava as acusações contra ela. Também foi suspeita de ser uma agente do governo russo. Contudo, tais ataques foram mais tarde reavaliados por outros autores como Adlai Waterman e Vernon Harrison, e suas conclusões revelaram que os argumentos e provas levantados contra Blavatsky eram tão duvidosos quanto suas alegadas fraudes, estando longe de adotarem uma postura imparcial e científica. Os escritos de Blavatsky também foram acusados de racistas, difamando etnias como os árabes e aborígenes. Porém estas opiniões aparentemente são baseadas na leitura descontextualizada de certos trechos, e devem ser entendidas com um grão de sal, no panorama mais amplo da teleologia Teosófica, onde é pregada a evolução das formas de vida, necessariamente incluindo estágios primitivos e outros mais avançados. Ela jamais defendeu, por exemplo, coisas como "limpezas étnicas", mas não se pode dissimular o fato de que tais argumentos podem ter sido tendenciosamente usados por outros para apoiar movimentos de fato racistas e genocidas como o Nazismo. Peter Washington escreveu recentemente um livro de crítica de grande repercussão intitulado Madame Blavatsky's Baboon: Theosophy and the Emergence of the Western Guru, mas foram detectados diversos erros e omissões significativos no texto e o uso de fontes de segunda e terceira mão, contribuindo para perpetuar inverdades já esclarecidas mas, por outro lado, também para renovar o interesse pela matéria
Leadbeater foi o foco de um escândalo sexual envolvendo jovens pupilos que o obrigou à renúncia de suas funções na Sociedade Teosófica, mas aparentemente tudo teria sido um mal-entendido, o simples resultado da educação sexual clara e objetiva que dava a eles e que incluía a recomendação da prática da masturbação em casos específicos, quando a natureza do jovem era excessivamente passional e a fim de evitar que ele se entregasse a relações sexuais impulsivas ou potencialmente prejudiciais. Mas quando o caso veio à tona, os hábitos de Leadbeater junto aos jovens, que incluíam o banho nu em conjunto, e às vezes o uso de uma mesma cama para dormir, que eram coisas comuns e aceitáveis mesmo na rigorosa e pudica sociedade vitoriana, foram interpretados como evidências de perversão. Posteriormente ele foi reabilitado na Sociedade Teosófica, já que a única prova apresentada contra ele foi um bilhete anônimo datilografado, contendo uma frase obscena - para a época. Os jovens acusadores não foram considerados de todo confiáveis e possivelmente agiam movidos por vingança pessoal cuja origem não ficou clara. Suas obras escritas também sofreram ataques. Algumas de suas pesquisas clarividentes resultaram em conclusões obviamente errôneas, como por exemplo quando afirmou a existência de uma civilização em Marte. Mas o próprio autor oferecia os seus livros neste campo como simples relatórios de pesquisas individuais que, apesar do cuidado, podiam estar sujeitas a enganos, e que não constituíam doutrina, mas sim sugestões e estímulo para pesquisas futuras por outros, que esperava serem mais completas, precisas e confiáveis, e que poderiam ou não corroborar as suas conclusões.
Outro grave momento disruptivo ocorreu com o fracasso da instituição da Ordem da Estrela do Oriente, quando Krishnamurti desautorizou o movimento, lançado pelo antigo preceptor Leadbeater e secundado por Annie Besant, para torná-lo o novo veículo do Instrutor do Mundo, e rompeu com a ST, declarando-se independente. Estes eventos, mais outras dissidências internas, contribuíram para o descrédito da Teosofia e da Sociedade Teosófica, especialmente após a retirada de membros importantes como William Judge e George Mead.
A doutrina em si é encarada de várias formas depreciativas, considerando em suma que não oferece provas suficientes para suas alegações, que conceitos básicos são interpretados de modo conflitante pelos vários autores, que tem uma psicologia duvidosa e se resume em um amontoado de superstições disseminadas por falsos místicos.
O que se deve lembrar é que nunca os teosofistas se declararam infalíveis, perfeitos ou imunes a ilusões e más-interpretações derivadas dos limites do entendimento humano. O próprio Mahatma K.H. disse a respeito de Blavatsky que " imperfeita como pode ser nossa agente visível - e frequentemente ela é muito imperfeita e insatisfatória - ela é ainda assim o melhor de que dispomos no momento", mas ao mesmo tempo reiterava suas magníficas capacidades, sem paralelo para o trabalho que havia de ser feito. Além disso todas as grandes filosofias e religiões do mundo foram criticadas com base no mesmo tipo de argumentos, cabendo pois ao pesquisador tecer as suas próprias conclusões e reger o seu comportamento baseado em sua experiência pessoal, na análise imparcial das informações apresentadas e sobretudo no bom senso, um conselho reiteradamente expresso por todos os principais expoentes do movimento teosófico, cujo mote é Não há Religião superior à Verdade.